# Бамби II
Бамби II (енгл. Bambi II) је амерички анимирани филм у режији Брајана Пиментала и премијерно је приказан 7. фебруара 2006. године. Филм је наставак Дизнијевог класика Бамбија из 1942. године.